# مضخة حرارية

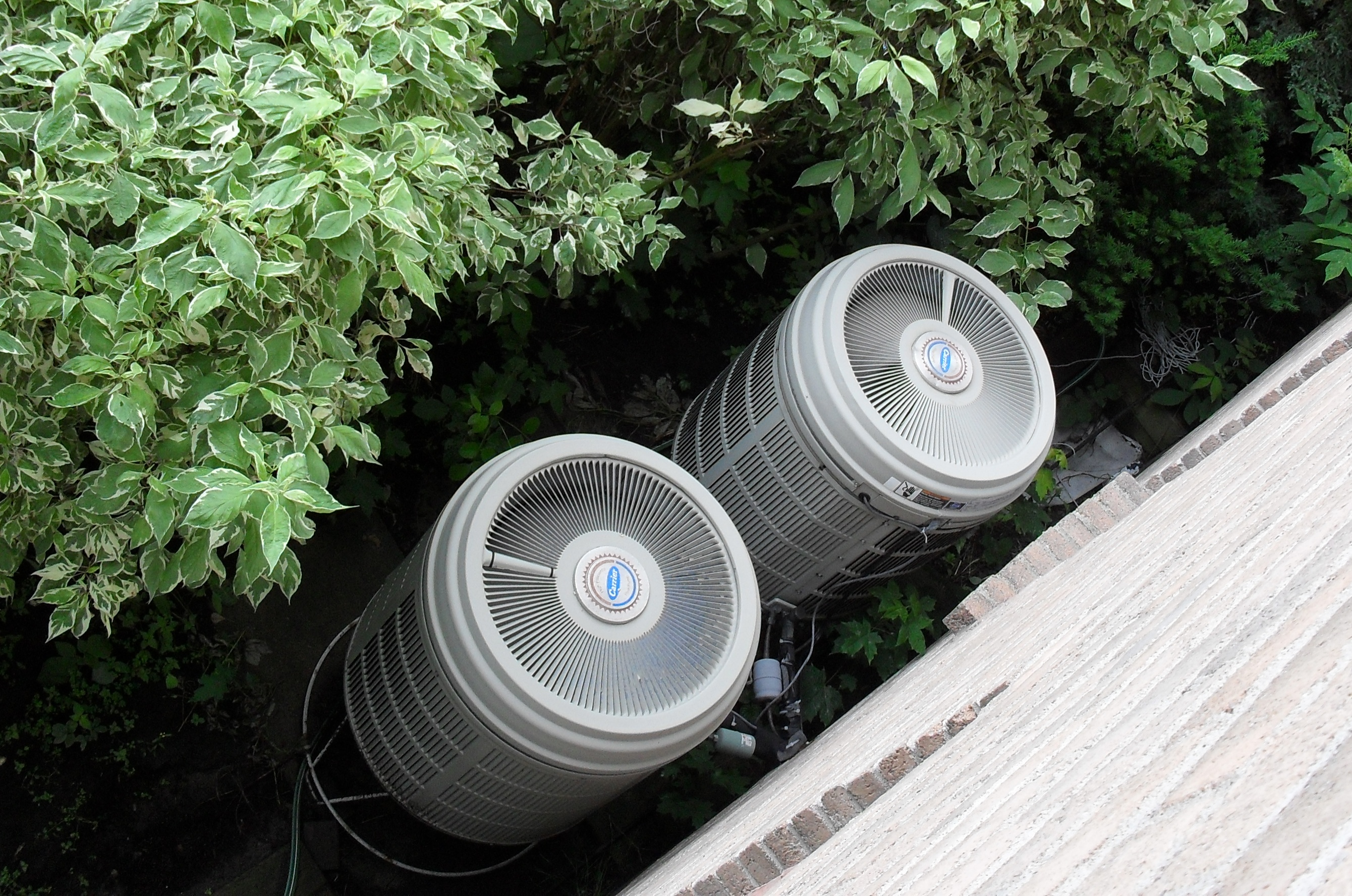
العناصر الخارجية لمضخة حرارية بمصدر هوائي

المضخة الحرارية هي جهاز يستخدم لنقل الطاقة الحرارية من مصدر دافيء إلى خزان حراري. يتم تصميمها لنقل الطاقة الحرارية في الاتجاه المعاكس لانتقال الحرارة التقائي ، وذلك عن طريق امتصاص الحرارة من الجسم البارد ونقلها للجسم الساخن. الجهاز يستهلك كمية صغيرة من الطاقة الخارجية ، وذلك لإكمال شغل انتقال الطاقة من المصدر الدافيء أو البارد  لخزان الحرارة.
يمكن قول أن مكيف الهواء والثلاجات من الأنواع الشهيرة للمضخة الحرارية ولكن لفظ المضخة الحرارية يمكن تطبيقه على العديد من أجهزة التدفئة والتهوية ومكيفات الهواء المستخدمة لتسخين أو تبريد  وسط معين. عندما تستخدم المضخة الحرارية من أجل التسخين فهي تعمل بدورة التبريد المستخدمة بواسطة مكيف الهواء أو الثلاجة ولكن تقوم بطرد الحرارة في الوسط البارد بدلا من البيئة المحيطة. وعندما تستخدم للتسخين فإنها تعمل بكفاءة أكثر من مسخنات المقاومة الكهربية التي تسخدم نفس كمية الكهرباء المستهلكة. عادة تكون تكلفة تركيب المضخة الحراية تكون أكبر بأكثر من 20 مرة من تركيب مقاوات التسخين.

## نظرة عامة
تنتقل الطاقة الحرارية طبيعيا من الجسم الساخن للجسم البارد ولكن تستخدم المضخة الحرارية لعكس تلك العملية عن طريق امتصاص الحرارة من الوسط البارد ونقلها للوسط الساخن. لا تحفظ الحرارة في هذه العملية وتحتاج إلى كمية من الطاقة الخارجية مثل الكهرباء للقيام بذلك. في عمليات التدفئة والتهوية وتكييف الهواء فإن لفظ المضخة الحرارية تشير إلى أجهزة التبريد بالبخار المضغوط التي تعمل في كلا الاتجاهين لنقل الحرارة بكفاءة عالية حسب تصميمها. يمكن لهذه المضخات الحرارية أن تشتغل  عكسيا ويمكن للشغل أن يستخدم سواء لتسيخن أو تبريد الوسط المطلوب ؛ وهذا الوسط قد يكون الماء أو سائل أو الهواء.
تستخدم المضخات الحرارية لنقل الحرارة لأنها تعمل وتستهلك طاقة أقل من الطاقة التي تطلقها على هيئة حرارة. معظم الحرارة المطلوبة لعملية التسخين تأتي من البيئة الخارجية (الوسط البارد) ، والمضخة تحتاج لقدر صغير من الطاقة مثل الكهرباء لعكس العملية الطبيعية وهي انتقال الحرارة من الوسط الساخن إلى الوسط البارد. في المضخات الحرارية التي تعمل بالكهرباء فإن الطاقة المنتقلة تكون أكبر من الطاقة الكهربية المستهلكة بثلاث أو أربع مرات ويكون معامل الأداء للنظام (الطاقة المستفادة / الطاقة المستهلكة) يساوي 3 أو 4 بينما يساوي 1 للمسخنات بالمقاومة الكهربية والتي بواسطتها تأتي الحرارة كلها الطاقة الكهربية.
تستخدم المضخات الحرارية مبرد (مائع النبخير والتكثيف) يعمل كمائع وسيط كي يمتص الحرارة من الوسط البارد حيث يتبخر في المبخر ،  ثم يطلق الحرارة حين يتم تكثيفه في المكثف. يتحرك الوسط  بين المبخر والمكثف في أنابيب معزولة فيسمح بانتقال الحرارة بكفاءة عالية ولمسافات طويلة.

### مضخة حرارية عكسية

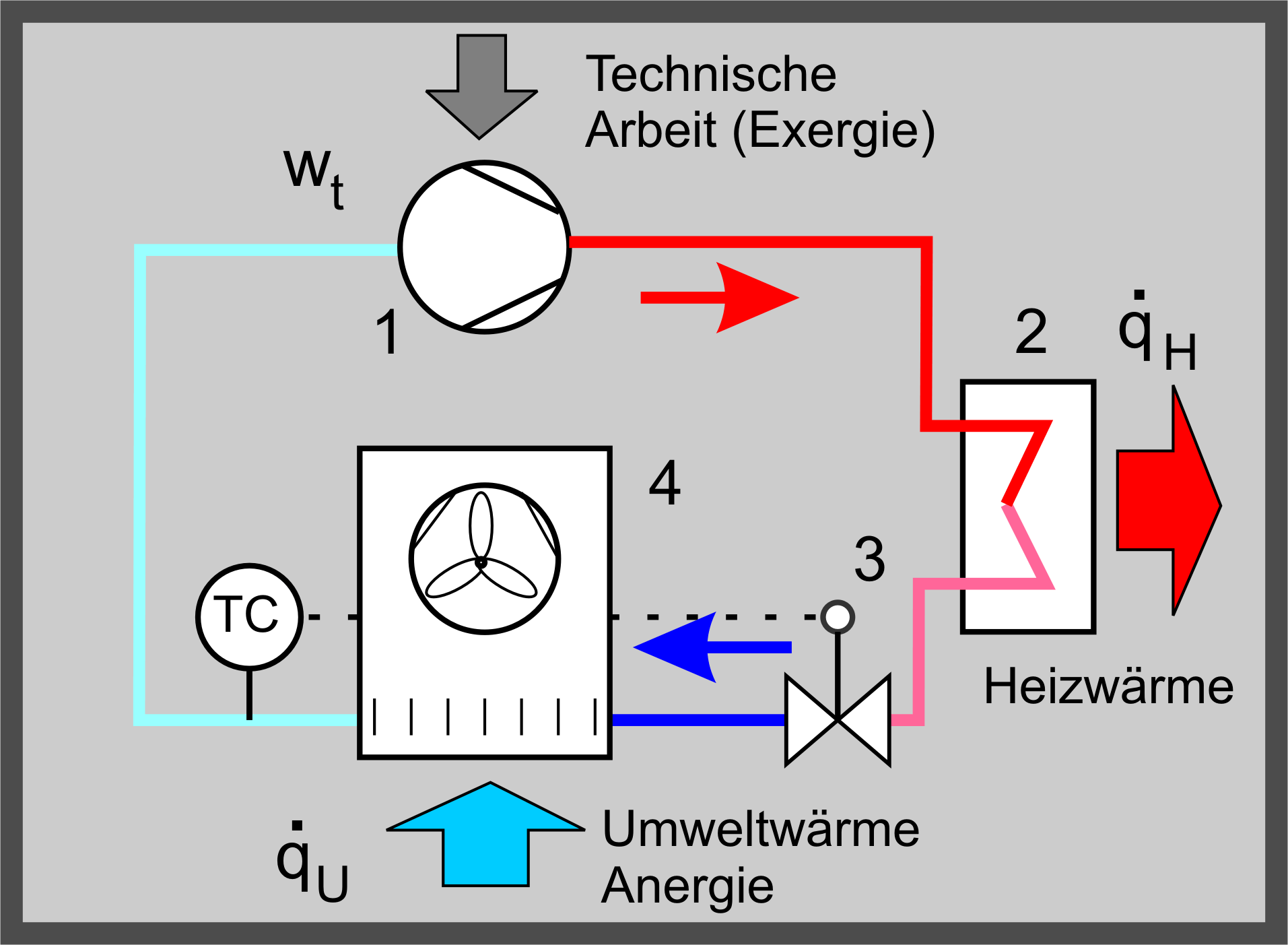
شكل 2: توضيح عمل مضخة حرارية لنقل الحرارة من وسط بارد إلى وسط ساخن :
1) ضاغط (يعمل بالكهرباء), 2) مكثف (تنشأ فيه حرارة تدفئة), 3) خانق (صمام تمدد), 4) مبخر (يمتص حرارة من الجو).,
تغير حالة مائع التبخير والتكثيف:
أحمر غامق: غازي, ضغط عال, ساخن جدا
أحمر برتقالي: سائل, ضغط عال, دفيء
أزرق: سائل, ضغط منخفض, بارد جدا
أزرق فاتح: غازي, ضغط منخفض, بارد

تعمل المضخة الحرارية العكسية في كلا الاتجاهين سواء لتسخين أو تبريد المساحة المطلوبة. تستخدم المضخة الحرارية صمام عكسي لعكس سريان المائع من الضاغط للمكثف وملفات المبخر. الوسط المائع في الجهاز قد يكون ثاني أكسيد الكربون أو الأمونيا.
في حالة التسخين فإن البيئة المحيطة هي حول ملف المبخر والبيئة المراد تدفئتها  هي حول المكثف . يتحرك المبرد (مائع التبخير والتكثيف)  من المبخر (البيئة الخارجية) ويحمل معه الطاقة الحرارية من الهواء الخارجي. في المكثف  تزداد درجة حرارة المبرد بسبب انضغاطه، و تنتقل  الحرارة من المكثف  إلى الهواء الداخلي المراد تدفئته.  و تنتقل التدفئة في  بقية المبنى بواسطة وحدة مناولة الهواء.
بدلا من ذلك، يمكن أن تنتقل الحرارة من المكثف إلى الماء ، ومن ثم يتم تسخين المبنى بواسطة مشعات يمر فيها الماء الساخن. بعد ذلك تبدأ دورة جديدة:  يسمح للمبرد بالتمدد في المبخر ويمتص الحرارة من المحيط الخارجي وينقلها بانتقاله إلى المكثف حيث يتم ضغطه فيعطي الحرارة التي يحملها إلى الهوء أو الماء الداخلي. أي أن العملية تسير في  دورات . هذه هي دورة التسخين الأساسية حيث يتم وضع المبخر بها خارجا حيث درجة الحرارة منخفضة ,اما المكثف فيكون داخل المبنى وتنتقل إليه الحرارة .
في الطقس البارد، نحتاج لإزالة السقيع من الوحدة الخارجية. هذا يؤدي إلى تشغيل عناصر تسخين إضافية. في نفس الوقت، ينصهر السقيع سريعا بسبب المبرد الساخن. في هذه الحالة لا تعمل مروحة المكثف والمبخر أثناء السقيع.
في نظام التبريد فإن الدورة تكون مماثلة، لكن الملف الخارجي يكون المكثف والملف الداخلي يكون المبخر. تلك هي الثلاجة.  وهذا هو النظام الشائع لتشغيل مكيف الهواء (تبريد الهواء) .

## مبدأ العمل
تستخدم المضخات الحرارية الخواص الفيزيائية لمائع التبخير و التكثيف والمعروف بالمبرد. تضغط المضخة الحرارية المبرد كي تجعله يسخن  على الجانب المراد تدفئته ويقل الضغط في الجانب حيث تم امتصاص الحرارة.

رسم بسيط لمضخة حرارية تعمل بدورة التسخين بانضغاط البخار تتكون من: مكثف، صمام تمدد، مبخر، ضاغط.

منحنى الضغط والحجم لدورة تسخين : تبين تأثر المائع الوسيط بتغير الضغط والحجم وبالتالي تغير درجة حرارته: المنحنى المنقط يفرق بين ثلاثة حالات: في اليسار يوجد المائع في حالة سائلة ، وإلى اليمين يوجد المائع في الحالة الغازية (بخار) ،وفي الوسط يكون المائع في حالة سائل وبخار. في دورة الضغط والحجم للمائع تتغير أيضا درجة حرارته (أنظر مخطط الضغط والحجم).

يتم ضغط المائع العامل بالدورة والذي يكون في حالته الغازية ويتحرك خلال الدورة باستخادم ضاغط. في الجانب الآخر من الضاغط حيث يكون المائع ساخن وذو ضغط عالي يتم تبريده في مبادل حراري يسمى المكثف حثى يصبح سائل بضغط عالي ودرجة حرارة معتدلة. يمر المائع المتكثف هلال جهاز خفض الضغط وهو صمام يمكن أن يكون صمام تمدد، أنبوب أو عنفة. يدخل السائل ذو الضغط المنخفض مبادل حراري آخر يسمى المبخر حيث يمتص المائع الحرارة ويتبخر. يعود مرة أخرى المائع إلى الضاغط وتتكرر الدورة.
من الضروري وصول المبرد إلى درجة حرارة عالية عند انضغاطه كي تنتقل الحرارة خلال المبادل الحرارى (المكثف). بالمثل يجب أن تصل درجة حرارته إلى درجة منخفضة عند تمدده وإلا لن تنتقل الحرارة من المحيط البارد إلى المائع في المبادل الحراري البارد (المبخر). يجب أن يكون فرق الضغط كبير نسبيا لكي يتكثف المائع في الجانب الساخن ويتبخر في الجانب البارد ذو الضغط المنخفض. كلما كان فرق درجات الحرارة كبير، كلما كان فرق الضغط كبير وبالتالي نحتاج إلى طاقة أكبر لضغط المائع، لذلك جميع مضخات الحرارة يكون لها معامل أداء منخفض عندما يزداد فرق درجات الحرارة. يستخدم العازل كي يقلل من الشل والطاقة المطلوبة درجة حرارة منخفضة في الفراغ المطلوب تبريده.

### انتقال الحرارة
تنتقل الحرارة خلال الأنظمة الهندسية للتسخين أو التبريد باستخدام الغاز أو السائل. أحيانا يستخدم الهواء ولكنه أصبح غير عملي لأنه يتطلب قنوات كبيرة وتنتقل كميات صغيرة من الحرارة. في الأنظمة المستخدمة للمبردات، يمكن استخدام المبرد لنقل لحرارة خلال مسافات طويلة ولكن هذا من الممكن أن يزيد التكلفة بسبب زيادة احتمالية تسرب المبرد. يستخدم الماء عند الاحتياج لنقل كميات كبيرة من الحرارة ويتم استخادام مواد تمنع تجمد الماء ومضادات للتآكل وإضافات أخرى.